# La Ville-aux-Dames
La Ville-aux-Dames là một xã thuộc tỉnh Indre-et-Loire trong vùng Centre-Val de Loire ở miền trung nước Pháp.